# Puch (Fürstenfeldbruck)

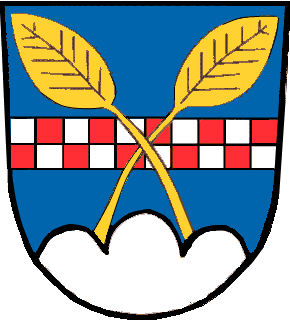
Wappen von Puch

Der Ort Puch ist ein Stadtteil der Großen Kreisstadt Fürstenfeldbruck im oberbayerischen Landkreis Fürstenfeldbruck (Bayern). 

## Lage
Das Pfarrdorf liegt im Nordwesten des Stadtgebiets und konnte sich seine ländliche Struktur weitgehend bewahren. Die Bundesstraße 2 führt direkt an Puch vorbei.

## Geschichte
Laut einer Legende lebte die selige Edigna 35 Jahre bis zu ihrem Tod am 26. Februar 1109 in einer hohlen Linde in Puch.
Am 11. Oktober 1347 starb der Kaiser des Heiligen Römischen Reiches Ludwig der Bayer auf einem Feld oberhalb von Puch (Kaiseranger) während einer Bärenjagd an einem Herzinfarkt. An dieses Ereignis erinnern heute die Kaiser-Ludwig-Säule am östlichen Ortsrand von Puch und die Kaisereiche am Kaiseranger.

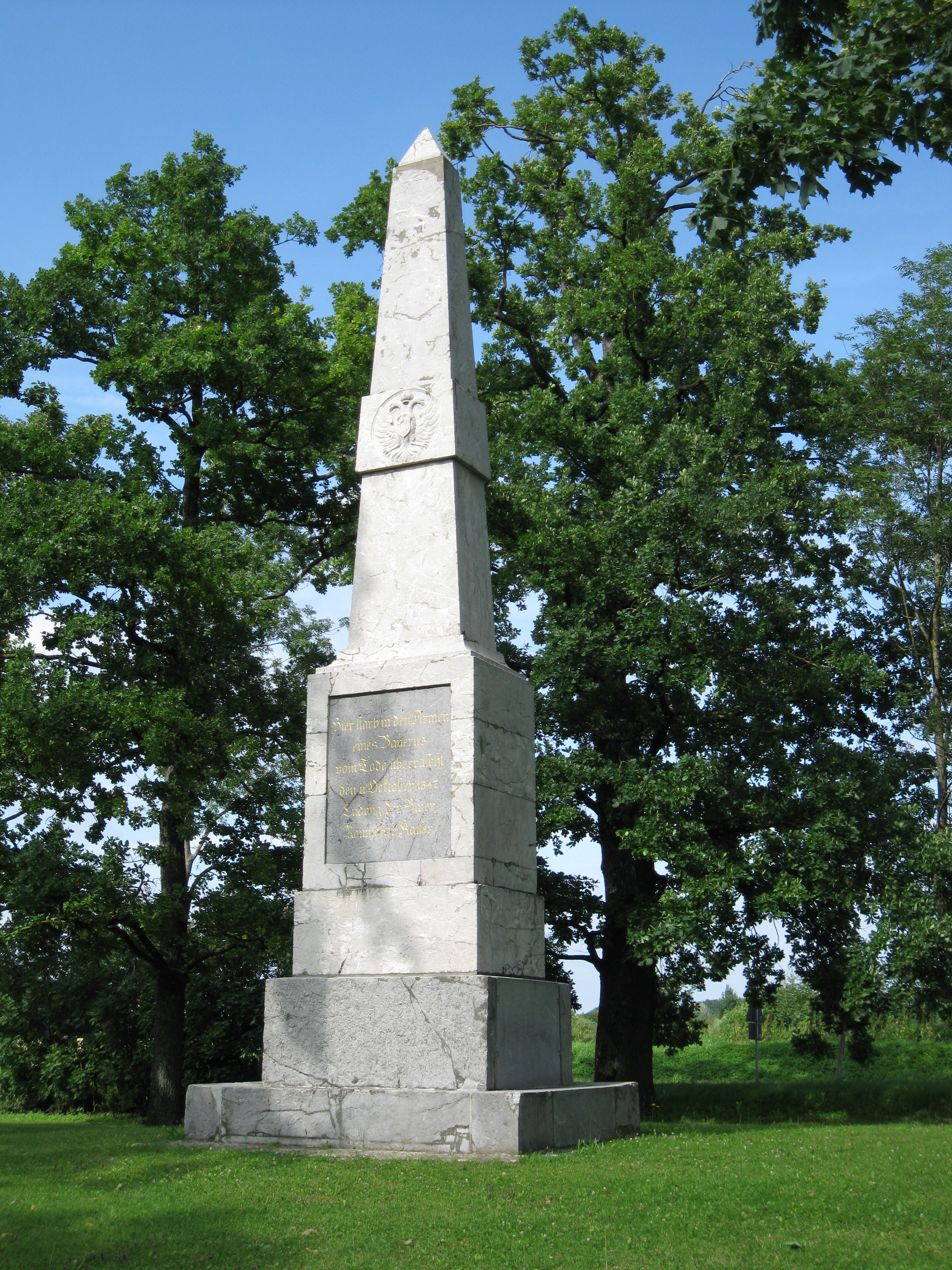
Kaiser-Ludwig-Säule am östlichen Ortsrand von Puch

Am 1. Januar 1978 wurde die bis dahin selbstständige Gemeinde Puch in die Kreisstadt Fürstenfeldbruck eingegliedert.

## Kultur und Sehenswürdigkeiten

### Veranstaltungen
An die Legende der Seligen Edigna von Puch erinnern alle zehn Jahre die Edigna-Festspiele. Nächster Termin ist das Jahr 2029.

### Bauwerke
- Katholische Kirche St. Sebastian

### Bodendenkmäler
Siehe auch: Liste der Bodendenkmäler in Fürstenfeldbruck
- Südwestlich von Puch liegt die Abschnittsbefestigung Puch

### Naturdenkmäler
Die Edignalinde, die an der Kirche Sankt Sebastian wächst, gilt als „Tausendjährige Linde“. In ihr soll Edigna von Puch gelebt haben.

### Debatte um eine Umbenennung der Langbehnstraße
2013 beschloss der Stadtrat der Stadt Fürstenfeldbruck, mögliche Umbenennungen von belasteten Straßennamen im Stadtgebiet zu prüfen. Hierfür wurde eigens ein unabhängiger Arbeitskreis gegründet. In die Liste der belasteten Straßenbenennungen fiel auch die Pucher Langbehnstraße. Sie wurde in den 1960er-Jahren dem in Puch beerdigten antisemitischen Schriftsteller Julius Langbehn gewidmet. 2015 stimmten der Arbeitskreis sowie der Kultur- und Werkausschuss des Stadtrats jeweils einstimmig für eine Umwidmung der Langbehnstraße. Gegen diese Entscheidung protestieren zahlreiche Anwohner der Straße, bei einer Pucher Bürgerversammlung im Jahr 2016 verteidigte die Mehrheit der Anwesenden die Person und das Schaffen Langbehns gegenüber Vertretern des Stadtrats und drückte ihren Unmut aus.
2018 entschied sich der Stadtrat endgültig gegen eine Umbenennung und stimmte für das Anbringen einer erklärenden Informationstafel in der Straße.

## Erholung
- Naherholungsgebiet Pucher Meer.

## Persönlichkeiten der Stadt
- Ludwig IV. der Bayer (1282 oder 1286–1347), römisch-deutscher König und Kaiser, in Puch  gestorben
- Erni Singerl (1921–2005), bayerische Volksschauspielerin, in Puch geboren